# Muli Trieste
I Muli Trieste sono una squadra di football americano di Trieste. FondatI nel 1982, militano in Terza Divisione.

## Storia

### Origini
Nati nel 1982, con divise prima giallo-nere e poi bianco-verdi, i Muli Trieste partecipano dal 1984 al 1990 a 7 campionati consecutivi di Serie A, raggiungendo i playoff in 3 occasioni. Nel 1990 difficoltà economiche ne determinano il fallimento.

### 1991-1997 FIAF
La Muli Dino Conti Trieste nasce alla fine del 1991 sulle ceneri della squadra dei Muli Trieste. In questa prima fase la società utilizza il nickname Stars. Nel 1992 e nel 1993 la società partecipa soltanto ai campionati giovanili. Nel 1994 riparte dalla serie A2 dove milita 4 stagioni sino al 1997 anno in cui la società torna a riutilizzare il nickname Muli. La FIAF decide di eliminare il campionato di Serie A2 a 11 giocatori e la squadra passa nel campionato austriaco.

### 1998-2005 AFBO/Alpeadria
La squadra viene inserita nella serie A2 e sorprendentemente raggiunge la semifinale nel 1998, nel 1999 la manca di un soffio e sarà l'unica squadra a costringere ad un pareggio i fortissimi Cowboys Klagenfurt. Nel 2000 una perfect season viene stoppata in semifinale con una bruciante sconfitta per 7 a 6 ma l'appuntamento con la vittoria è solo rimandato.
Nel 2001 i Muli vengono inseriti nella nuova lega internazionale "Alpeadria" nata sotto il patrocinio della AFBO e dell'AIFL.
Il 2001  e l'anno della "Perfect season" con ben 9 vittorie consecutive in altrettanti incontri. Protagonista assoluta della stagione regolare (6-0), la squadra, guidata dal giocatore-manager Todd Ferguson (2001-2002) e dal runner statunitense Joel "Jojo" Jones, vince nell'ordine: la finale di conference (l'Italian Bowl), la partita celebrativa contro gli Invaders (l'AIFL Bowl), e la finale del campionato Alpeadria nella finalissima di Vienna (l'AlpeAdria Bowl).
Nel 2002 e 2003 i Muli Trieste di Ferguson prima, e Brandon Doherty (2003) poi, arrivano sempre alla finale di Conference dove vengono invariabilmente sconfitti dai Grifoni Belluno.
All'inizio del 2004 un gruppo di dirigenti e giocatori dei Muli lasciano la squadra e creano i Mustangs Trieste. Nonostante la scissione la squadra guidata da coach Petri e Coach Bressan (2004) giunge nuovamente in finale di conference dove viene nuovamente battuta da Belluno.
Nel 2005 I Muli terminano la stagione regolare all'ultimo posto dietro ai cugini Mustangs, battuti nel primo derby della stagione. I Grifoni Belluno vincono "l'Alpeadria Bowl" per il quarto anno consecutivo battendo questa volta i sorprendenti Ljubljana Silverhawks.

### 2006-2008 FIAF-NFLI
Nel 2006 i Muli scelgono di rientrare in Italia aderendo a NFLI, ma non partecipano ai relativi campionati.
Nel 2007 i Muli si iscrivono al campionato nazionale di serie A2 e vengono inseriti nel girone Nord-Est con Brescia, Ferrara, Udine e i Mustangs Trieste. Con un nucleo di giocatori giovani e disciplinati, ma poco esperti, la squadra chiude con un record di 1-7.
Nel 2009, con lo scioglimento di NFL Italia, la squadra si iscrive alla Serie A2 organizzata dalla LENAF.
Nel 2012 i Muli partecipano al campionato di Serie A2 LENAF a fianco dei cugini Mustangs sotto la bandiera di un'unica squadra di Trieste. L'anno successivo i Muli si qualificano ai playoff, dove vengono eliminati ai quarti di finale dai Guelfi Firenze 41-7. Il 2013 sarà un anno di svolta per la compagine giuliana, in quanto unica squadra di A2 a centrare l'obiettivo playoff per tre anni di fila fino al 2016.

## Flag football
La squadra di flag football erano i Rebels Trieste, fino al 2012.

## La squadra femminile
La squadra di flag football femminile sono le Ranzide, che si sono laureate campionesse d'Italia nel Campionato italiano di flag football F3 negli anni 2012, 2013, 2015 e 2016.

## Dettaglio stagioni

### Tackle football

#### Tornei nazionali

##### Campionato

###### Serie A/Serie A1
| Stagione | regular season | regular season | regular season | regular season | regular season | regular season | playoff | playoff | playoff | playoff | playoff | playoff          | playoff        |
|          | Vin            | Par            | Per            | Tot            | PF             | PS             | Vin     | Per     | Tot     | PF      | PS      | risultato        | avversaria     |
| -------- | -------------- | -------------- | -------------- | -------------- | -------------- | -------------- | ------- | ------- | ------- | ------- | ------- | ---------------- | -------------- |
| 1984     | 3              | 1              | 6              | 10             | 96             | 93             | -       | -       | -       | -       | -       | -                | -              |
| 1985     | 8              | 0              | 4              | 12             | 137            | 84             | 0       | 1       | 1       | 8       | 54      | Wild Card        | Grizzlies Roma |
| 1986     | 1              | 0              | 9              | 10             | 122            | 357            | -       | -       | -       | -       | -       | -                | -              |
| 1987     | 4              | 0              | 8              | 12             | 175            | 248            | -       | -       | -       | -       | -       | -                | -              |
| 1988     | 6              | 1              | 5              | 12             | 182            | 174            | 0       | 1       | 1       | 0       | 30      | Ottavi di finale | Doves Bologna  |
| 1989     | 1              | 1              | 9              | 12             | 170            | 320            | -       | -       | -       | -       | -       | -                | -              |
| Totale   | 23             | 3              | 41             | 67             | 882            | 1276           | 0       | 2       | 2       | 8       | 84      |                  |                |

Fonte: Enciclopedia del Football - A cura di Roberto Mezzetti

###### Serie A NFLI
A seguito dell'ingresso di FIDAF nel CONI questo torneo - pur essendo del massimo livello della propria federazione - non è considerato ufficiale.
| Stagione | regular season | regular season | regular season | regular season | regular season | regular season | playoff | playoff | playoff | playoff | playoff | playoff   | playoff    |
|          | Vin            | Par            | Per            | Tot            | PF             | PS             | Vin     | Per     | Tot     | PF      | PS      | risultato | avversaria |
| -------- | -------------- | -------------- | -------------- | -------------- | -------------- | -------------- | ------- | ------- | ------- | ------- | ------- | --------- | ---------- |
| 2008     | 1              | 0              | 7              | 8              | 109            | 295            | -       | -       | -       | -       | -       | -         | -          |
| Totale   | 1              | 0              | 7              | 8              | 109            | 295            | -       | -       | -       | -       | -       |           |            |

Fonte: Enciclopedia del Football - A cura di Roberto Mezzetti

###### Serie A2/Silver League/LENAF/Seconda Divisione
| Stagione | regular season | regular season | regular season | regular season | regular season | regular season | playoff | playoff | playoff | playoff | playoff | playoff                 | playoff           |
|          | Vin            | Par            | Per            | Tot            | PF             | PS             | Vin     | Per     | Tot     | PF      | PS      | risultato               | avversaria        |
| -------- | -------------- | -------------- | -------------- | -------------- | -------------- | -------------- | ------- | ------- | ------- | ------- | ------- | ----------------------- | ----------------- |
| 1990     | 5              | 0              | 4              | 9              | 135            | 223            | 0       | 1       | 1       | 0       | 46      | Trentaduesimi di finale | Dolphins Ancona   |
| 1991     | 2              | 0              | 6              | 8              | 72             | 141            | -       | -       | -       | -       | -       | -                       | -                 |
| 1994     | 4              | 0              | 4              | 8              | 132            | 125            | -       | -       | -       | -       | -       | -                       | -                 |
| 1995     | 3              | 1              | 4              | 8              | 42             | 91             | -       | -       | -       | -       | -       | -                       | -                 |
| 1996     | 1              | 0              | 7              | 8              | 35             | 147            | -       | -       | -       | -       | -       | -                       | -                 |
| 1997     | 2              | 2              | 5              | 9              | 57             | 130            | -       | -       | -       | -       | -       | -                       | -                 |
| 2007     | 1              | 0              | 7              | 8              | 87             | 208            | -       | -       | -       | -       | -       | -                       | -                 |
| 2009     | 2              | 0              | 6              | 8              | 146            | 215            | -       | -       | -       | -       | -       | -                       | -                 |
| 2010     | 4              | 0              | 4              | 8              | 161            | 147            | -       | -       | -       | -       | -       | -                       | -                 |
| 2011     | 1              | 0              | 7              | 8              | 106            | 277            | -       | -       | -       | -       | -       | -                       | -                 |
| 2013     | 5              | 0              | 3              | 8              | 160            | 105            | 1       | 1       | 2       | 51      | 55      | Quarti di finale        | Guelfi Firenze    |
| 2014     | 5              | 0              | 3              | 8              | 192            | 134            | 0       | 1       | 1       | 13      | 27      | Wild Card               | Barbari Roma Nord |
| 2015     | 5              | 0              | 3              | 8              | 167            | 111            | 0       | 1       | 1       | 7       | 21      | Wild Card               | Bengals Brescia   |
| 2016     | 3              | 0              | 5              | 8              | 103            | 227            | -       | -       | -       | -       | -       | -                       | -                 |
| Totale   | 43             | 3              | 68             | 114            | 1535           | 2301           | 1       | 4       | 5       | 71      | 149     |                         |                   |

Fonte: Enciclopedia del Football - A cura di Roberto Mezzetti

###### Terza Divisione/CIF9
| Stagione | regular season | regular season | regular season | regular season | regular season | regular season | playoff | playoff | playoff | playoff | playoff | playoff              | playoff           |
|          | Vin            | Par            | Per            | Tot            | PF             | PS             | Vin     | Per     | Tot     | PF      | PS      | risultato            | avversaria        |
| -------- | -------------- | -------------- | -------------- | -------------- | -------------- | -------------- | ------- | ------- | ------- | ------- | ------- | -------------------- | ----------------- |
| 2017     | 4              | 0              | 2              | 6              | 166            | 31             | 0       | 1       | 1       | 31      | 42      | Wild Card            | Rams Milano       |
| 2018     | 4              | 0              | 2              | 6              | 181            | 112            | 1       | 1       | 2       | 28      | 73      | Quarti di conference | Islanders Venezia |
| 2019     | 1              | 0              | 5              | 6              | 76             | 144            | -       | -       | -       | -       | -       | -                    | -                 |
| Totale   | 9              | 0              | 9              | 18             | 423            | 287            | 1       | 2       | 3       | 59      | 115     |                      |                   |

Fonte: Enciclopedia del Football - A cura di Roberto Mezzetti

### Flag football

#### Tornei internazionali

##### Ladies Champions Bowl
| Stagione | regular season | regular season | regular season | regular season | regular season | regular season | playoff | playoff | playoff | playoff | playoff | playoff      | playoff                |
|          | Vin            | Par            | Per            | Tot            | PF             | PS             | Vin     | Per     | Tot     | PF      | PS      | risultato    | avversaria             |
| -------- | -------------- | -------------- | -------------- | -------------- | -------------- | -------------- | ------- | ------- | ------- | ------- | ------- | ------------ | ---------------------- |
| 2017     | 1              | 0              | 2              | 3              | 100            | 98             | 1       | 2       | 3       | 41+?    | 39+?    | Quarto posto | Pink Elephants Catania |
| Totale   | 1              | 0              | 2              | 3              | 100            | 98             | 1       | 2       | 3       | 41+?    | 39+?    |              |                        |